# Gruźlica prosówkowa
Gruźlica prosówkowa, gruźlica rozsiana (ang. miliary tuberculosis, łac. tuberculosis miliaria) – potencjalnie śmiertelna postać gruźlicy. Stanowi ona 1–2% przypadków zachorowania na gruźlicę. Choroba najczęściej występuje u dzieci poniżej 5 lat i ludzi starszych, chorych na cukrzycę, mocznicę, niewydolność serca, nowotwory, osób niedożywionych, alkoholików, palących i zażywających leki immunosupresyjne (opisano przypadki śmierci u leczonych z powodu reumatoidalnego zapalenia stawów, a także częstość występowania jest wyższa u pacjentów z toczniem ze względu na leczenie kortykosteroidami).

## Pochodzenie nazwy

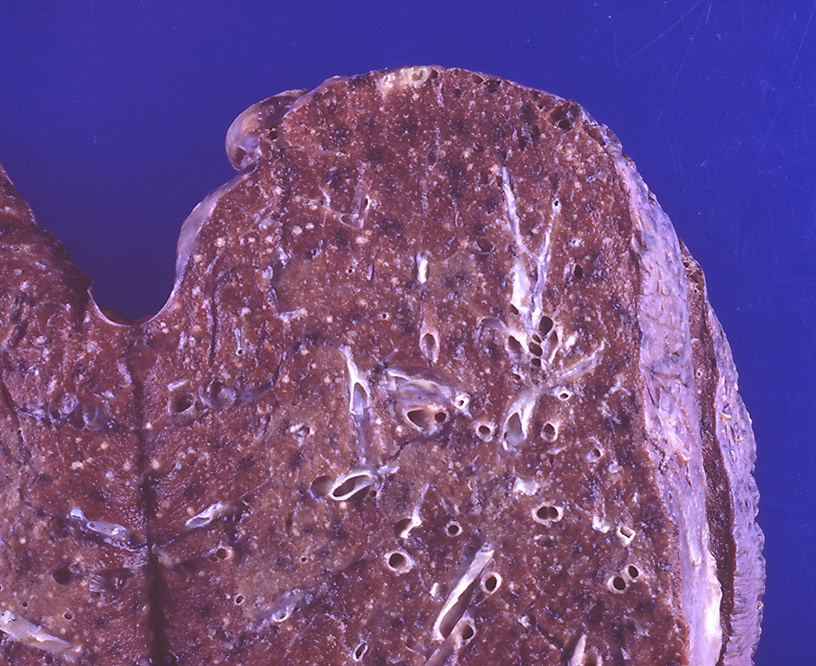
Zmiany prosówkowe widoczne na przekroju płuca

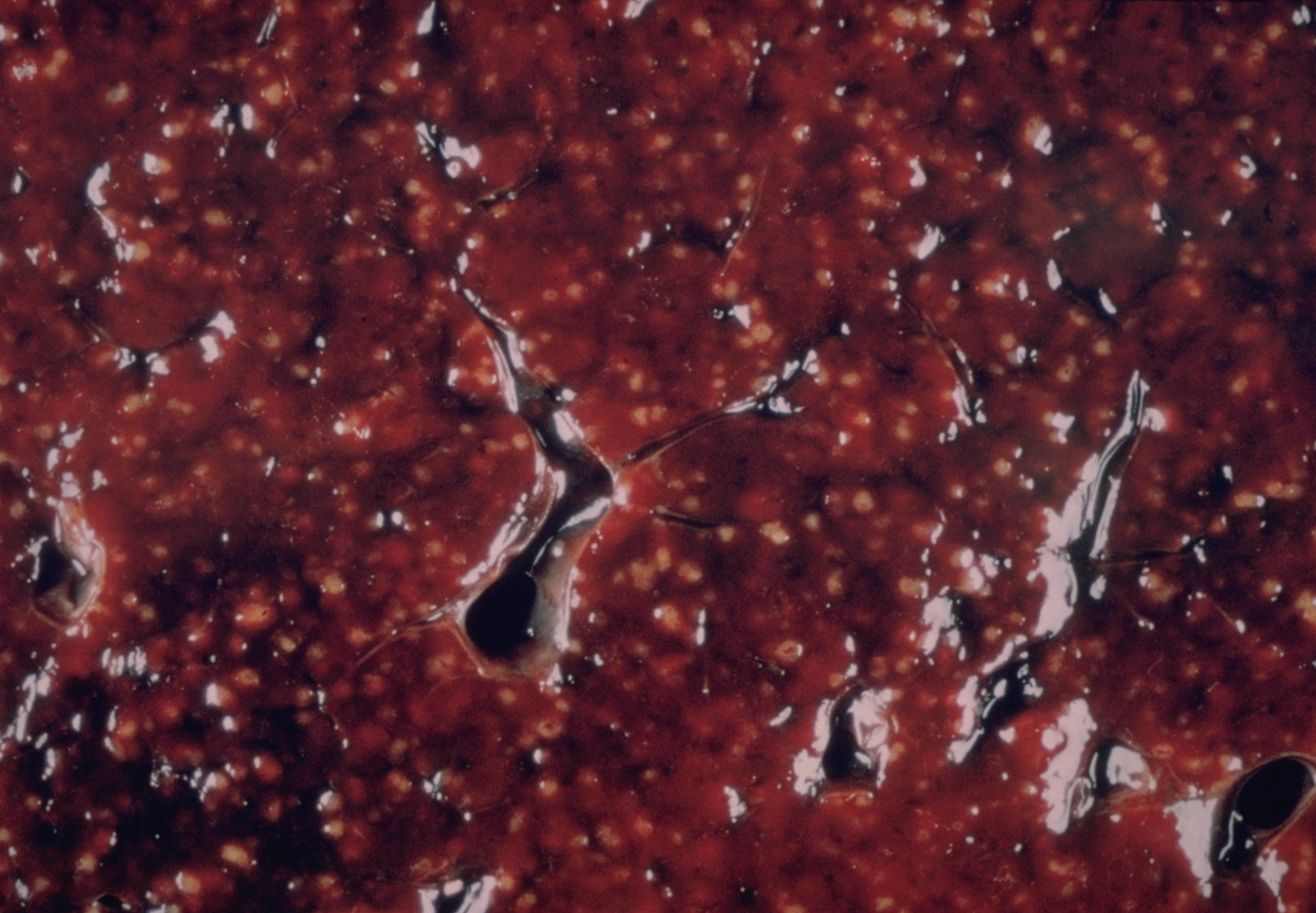
Zmiany prosówkowe w śledzionie

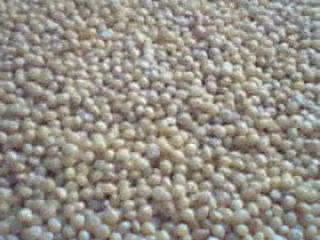
Ziarna prosa.

Nazwa choroby została nadana przez Johna Jacoba Mangreta w roku 1700 ze względu na bardzo liczne zmiany w płucach, które wyglądają jak ziarna prosa i występują u 88% pacjentów z gruźlicą prosówkową. Mają one rozmiar około 2 mm i powinny występować w przynajmniej dwóch nieprzyległych narządach.

## Etiopatogeneza
Choroba jest wynikiem rozsiewu prątków gruźlicy (Mycobacterium tuberculosis) drogą krwi. Może być ona pierwotną manifestacją tego zakażenia lub wystąpić lata po zarażeniu. Dużą rolę w patogenezie bierze również udział nieprawidłowa reakcja limfocytów T (w szczególności na skutek supresji ich działania przez limfocyty Treg).

## Objawy i przebieg
Każda z postaci gruźlicy prosówkowej charakteryzuje się ciężkim stanem ogólnym. Różnorodność objawów bierze się z tego, że ta postać choroby może zaatakować wiele tkanek i narządów. Jej objawy (w malejącej częstotliwości występowania) to:
- złe samopoczucie (w 90% przypadków)
- niedokrwistość (powodująca blady wygląd skóry, pewna analiza serii przypadków wykazała częstość 86%[13])
- brak apetytu (ok. 85%)
- gorączka (zazwyczaj wysoka, ze szczytami o poranku, występuje w 80% przypadków)
- chudnięcie, które może prowadzić do wyniszczenia (80%)
- kaszel, czasami krwisty (60%, częstszy u dorosłych)
- nocne poty (ok. 50%, częstsze u dorosłych, powszechną manifestacją jest obraz „cienia” odbitego z potu na pościeli, w której spał pacjent)
- uogólnione powiększenie węzłów chłonnych (40%, częściej u dzieci)
- powiększenie wątroby i śledziony (kolejno 40% i 15%, częstsze u dzieci)
- duszność (ok. 35%)
- zapalenie opon mózgowych (10–30%) lub poprzeczne zapalenie rdzenia kręgowego
- dreszcze (ok. 20%, częstsze u dorosłych)
- wysięk opłucnowy (18%)
- sztywność karku (18%)
- bóle brzucha i w klatce piersiowej (10%)
- ból głowy (10%)
- wodobrzusze (ok. 10%)
- gruzełki naczyniówki[17] (6%)
- zmiany stanu świadomości (5%)
- nudności (4%)
- biegunka (2%)
- zajęcie skóry (zapalenie tkanki łącznej i ropnie podskórne, 2%)
- zapalenie trzustki (mniej niż 5% przypadków).

W gruźlicy prosówkowej występują także nieprawidłowości w badaniach dodatkowych, takie jak:
- zwiększenie lub zmniejszenie liczby białych krwinek ogólnie i limfocytów
- monocytoza, nadpłytkowość
- podwyższone OB i stężenie CRP
- podwyższenie stężenia aminotransferaz
- hiponatremia, hipofosfatemia i hipoalbuminemia
- hiperkalcemia oraz hiperbilirubinemia.

## Powikłania
Możliwe powikłania gruźlicy prosówkowej są liczne. Obejmują one:
- zespół ostrej niewydolności oddechowej
- rozsiane wykrzepianie wewnątrznaczyniowe
- zapalenie wątroby
- kłębuszkowe zapalenie nerek
- ostrą niewydolność nerek
- odmę opłucnową
- perforację jelita cienkiego
- chorobę Potta
- zapalenie mięśnia sercowego lub wsierdzia
- nagłą śmierć sercową
- tętniaka aorty
- nadczynność tarczycy
- gruźliczą chorobę Addisona
- wstrząs
- niewydolność wielonarządową
- opisano także przypadki związanego z gruźlicą zespołu hemofagocytowego[19].

## Leczenie
Leczenie gruźlicy prosówkowej jest podobne do stosowanego w innych postaciach gruźlicy i obejmuje stosowanie leków takich jak ryfampicyna, etambutol, pirazynamid i izoniazyd. Zalecany czas leczenia dorosłych powinien wynosić 6 miesięcy, a dzieci 9. Oprócz terapii lekami przeciwgruźliczymi dobry skutek może dać podawanie kortykosteroidów, szczególnie w przypadku wystąpienia niewydolności oddechowej, aczkolwiek nie zostały przeprowadzone badanie potwierdzające ich wpływ na przebieg choroby.

## Rokowanie
Nieleczona gruźlica prosówkowa jest zawsze śmiertelna, śmiertelność u leczonych jest różna w zależności od źródeł i waha się w granicach 2–30%. Badanie kohortowe przeprowadzone na terenie Wielkiej Brytanii wykazało, że wśród 52 pacjentów 29% miało zajęty przez chorobę ośrodkowy układ nerwowy, a 15% wymagało intensywnego leczenia i wentylacji mechanicznej.

## Klasyfikacja ICD10
| kod ICD10     | nazwa choroby                                                  |
| ------------- | -------------------------------------------------------------- |
| ICD-10: A19   | Gruźlica prosówkowa                                            |
| ICD-10: A19.0 | Gruźlica prosówkowa ostra o pojedynczej określonej lokalizacji |
| ICD-10: A19.1 | Gruźlica prosówkowa ostra o wielomiejscowej lokalizacji        |
| ICD-10: A19.2 | Gruźlica prosówkowa ostra, nie określona                       |
| ICD-10: A19.3 | Inne postacie gruźlicy prosówkowej                             |
| ICD-10: A19.4 | Gruźlica prosówkowa, nie określona                             |